# Antirrhinum majus
Antirrhinum majus és una espècie de planta amb flor silvestre i conreada en jardineria que en català rep desenes de noms populars, com ara conillets, badocs, brams d'ase, gatets, gossets, gossos, llops, sabatetes, entre d'altres.

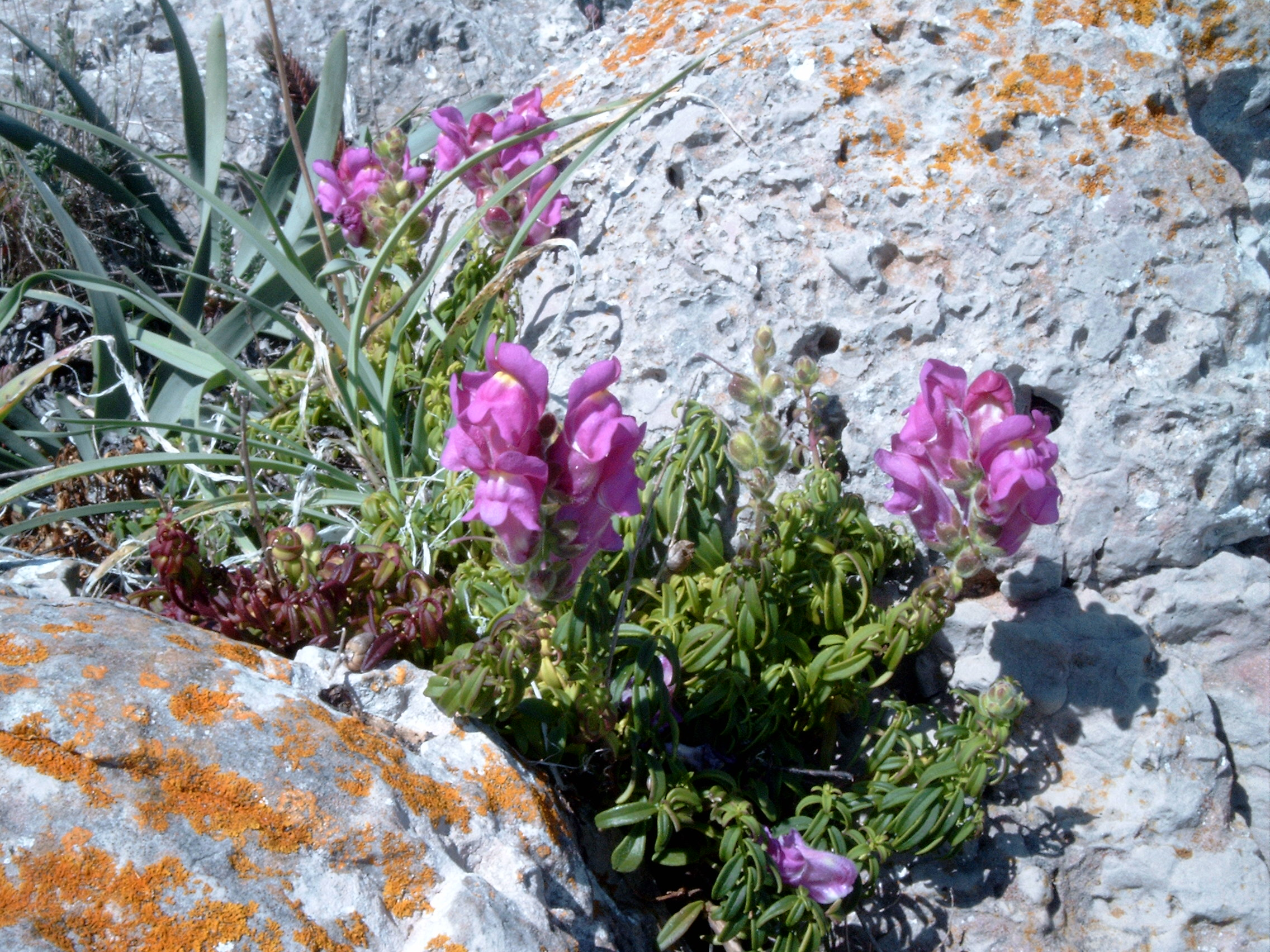
Antirrhinum majus subsp. linkianum

## Descripció
És una planta herbàcia i perenne amb la corol·la força gran de 35 a 45 mm, fulles lanceolades oposades o en verticils de 3, si bé de vegades les superiors són alternes. Els pètals soldats formen una flor zigomorfa que pot ser purpúria o totalment o parcial groga, segons les varietats. Les flors són en raïm de 10 a 30 peces. El fruit és una càpsula oblonga de 10 a 14 mm amb nombroses llavors petites. Són plantes pol·linitzades per borinots.
La subespècie majus viu a la terra baixa fins a l'estatge subalpí en parets i roquissars, de 0 a 1.800 m.
En estat silvestre, la subespècie majus presenta les varietats pseudomajus amb corol·la purpúria i tiges poc ramificades, i la varietat striatum amb corol·la totalment o parcialment groga i és una planta més ramificada.

## Taxonomia
Avui dia es troba dins la família de les plantaginàcies, però abans havia estat dins la família de les escrofulariàcies. La subespècie majus és originària de Catalunya, Aragó i Occitània i subespontània a la Serra de Tramuntana de Mallorca. També ha estat estesa per l'home en gran part d'Europa occidental i central. Altres subespècies són originàries del Marroc, el nord de França, Turquia i Síria. Aquesta planta és un organisme model en la recerca científica.